# Синдром трауме силовања
Синдром трауме силовања је специфични облик посттрауматског стрес синдрома који прати сексуални напад, односно силовање, посебно уколико дође до секундарне виктимизације. Многе жртве силовања доживљавају шок, обамрлост, емоционални стрес, терор, несаницу, страх, неконтролисани плач и друге менталне сметње. Захтева специфичан третман.